# 800 meter för damer i friidrott vid olympiska sommarspelen 1980
800 meter för damer vid olympiska sommarspelen 1980 i Moskva avgjordes 24-27 juli. 

## Medaljörer
| Gren      | Guld                                | Guld          | Silver                        | Silver  | Brons                                | Brons   |
| 800 meter | Nadezjda Olizarenko · Sovjetunionen | 1.53,43 WR OR | Olga Minejeva · Sovjetunionen | 1.54,81 | Tatjana Providochina · Sovjetunionen | 1.55,46 |

## Resultat
- Q innebär avancemang utifrån placering i heatet.
- q innebär avancemang utifrån total placering.
- DNS innebär att personen inte startade.
- DNF innebär att personen inte fullföljde.
- DQ innebär diskvalificering.
- NR innebär nationellt rekord.
- OR innebär olympiskt rekord.
- WR innebär världsrekord.
- WJR innebär världsrekord för juniorer
- AR innebär världsdelsrekord (area record)
- PB innebär personligt rekord.
- SB innebär säsongsbästa.

### Final
- Held on Sunday July 27, 1980

| Placering | Final                      | Tid          |
| --------- | -------------------------- | ------------ |
|           | Nadezjda Olizarenko (URS)  | 1.53,5 WR OR |
|           | Olga Minejeva (URS)        | 1.54,9       |
|           | Tatjana Providochina (URS) | 1.55,5       |
| 4.        | Martina Kämpfert (GDR)     | 1.56,3       |
| 5.        | Hildegard Ullrich (GDR)    | 1.57,2       |
| 6.        | Jolanta Januchta (POL)     | 1.58,3       |
| 7.        | Nikolina Sjtereva (BUL)    | 1.58,8       |
| 8.        | Gabriella Dorio (ITA)      | 1.59,2       |

### Semifinaler
- Hölls fredagen den 25 juli 1980

| Placering | Heat 1                            | Tid    |
| --------- | --------------------------------- | ------ |
| 1.        | Olga Minejeva (URS)               | 1.57,5 |
| 2.        | Martina Kämpfert (GDR)            | 1.58,1 |
| 3.        | Tatjana Providochina (URS)        | 1.58,3 |
| 4.        | Nikolina Sjtereva (BUL)           | 1:58.9 |
| 5.        | Gabriella Dorio (ITA)             | 1:59.0 |
| 6.        | Doina Melinte (ROU)               | 2:00.8 |
| 7.        | Elżbieta Skowrońska-Katolik (POL) | 2:01.1 |
| 8.        | Anne-Marie Van Nuffel (BEL)       | 2:02.0 |

| Placering | Heat 2                       | Tid    |
| --------- | ---------------------------- | ------ |
| 1.        | Nadezjda Olizarenko (URS)    | 1.57,7 |
| 2.        | Hildegard Ullrich (GDR)      | 1.58,7 |
| 3.        | Jolanta Januchta (POL)       | 1.58,9 |
| 4.        | Fiţa Lovin (ROU)             | 1:59.2 |
| 5.        | Vesela Yatsinska (BUL)       | 1:59.9 |
| 6.        | Totka Petrova (BUL)          | 2:00.0 |
| 7.        | Anna Bukis (POL)             | 2:00.3 |
| 8.        | Christina Boxer-Cahill (GBR) | 2:00.9 |

### Försöksheat
- Hölls torsdagen den 24 juli 1980

| Placering | Heat 1                       | Tid    |
| --------- | ---------------------------- | ------ |
| 1.        | Gabriella Dorio (ITA)        | 2.01,4 |
| 2.        | Olga Minejeva (URS)          | 2.01,5 |
| 3.        | Doina Melinte (ROU)          | 2.01,9 |
| 4.        | Christina Boxer-Cahill (GBR) | 2:02.1 |
| 5.        | Mwinga Mwanjala (TAN)        | 2:05.2 |
| 6.        | Geeta Zutshi (IND)           | 2:06.6 |
| 7.        | Fantaye Sirak (ETH)          | 2:08.7 |

| Placering | Heat 2                       | Tid    |
| --------- | ---------------------------- | ------ |
| 1.        | Nadezjda Olizarenko (URS)    | 1.59,3 |
| 2.        | Jolanta Januchta (POL)       | 1.59,7 |
| 3.        | Vesela Yatsinska (BUL)       | 1.59,9 |
| 4.        | Anne-Marie Van Nuffel (BEL)  | 2:00.1 |
| 5.        | Daniela Porcelli (ITA)       | 2:10.7 |
| 6.        | Albertine Rahéliarisoa (MAD) | 2:11.7 |
| 7.        | Margaret Morel (SEY)         | 2:17.0 |

| Placering | Heat 3                     | Tid    |
| --------- | -------------------------- | ------ |
| 1.        | Tatjana Providochina (URS) | 1.58,5 |
| 2.        | Martina Kämpfert (GDR)     | 1.58,8 |
| 3.        | Nikolina Sjtereva (BUL)    | 1.58,9 |
| 4.        | Anna Bukis (POL)           | 1:58.9 |
| 5.        | Agnese Possamai (ITA)      | 2:04.1 |
| 6.        | Fatalmoudou Touré (MLI)    | 2:19.8 |

| Placering | Heat 4                            | Tid    |
| --------- | --------------------------------- | ------ |
| 1.        | Hildegard Ullrich (GDR)           | 2.00,1 |
| 2.        | Fiţa Lovin (ROU)                  | 2.00,2 |
| 3.        | Totka Petrova (BUL)               | 2.00,6 |
| 4.        | Elżbieta Skowrońska-Katolik (POL) | 2:01.2 |
| 5.        | Lilian Nyiti (TAN)                | 2:11.1 |
| 6.        | Hala El-Moughrabi (SYR)           | 2:17.6 |
| 7.        | Acacia Mate (MOZ)                 | 2:19.7 |
| 8.        | Eugenia Osho-Williams (SLE)       | 2:33.4 |